# 郭啟華
郭啟華（英語：Wallace Kwok，1966年3月26日—），前香港商業電台唱片騎師及第二台助理節目總監，是東亞唱片顧問兼鄭秀文經理人。

## 背景
郭啟華祖籍廣東潮州，於香港出生。曾就讀聖若瑟英文小學、聖若瑟英文中學（1978年至1980年，中一至中二）、觀塘瑪利諾書院（1980年至1983年，中三至中五）及皇仁書院（1983年至1984年，中六）。在校時於中二期間組織了校內社會科學學會，成為首屆會長。中三時聽取在觀塘瑪利諾書院就學的兄長建議轉到該校讀文科。由於在中四階段發奮向上，校內老師提議郭可提早一年參加香港中學會考。結果，他便以一所夜校的學生身份報考且獲得3B（中文、英文、中國歷史）的成績。但以三科成績未足以讓他入讀預科，於是他於中五那年再應考香港中學會考。最後以4A3B的優異成績入讀皇仁書院。原本打算入讀香港大學的他於中六階段自修香港高等程度會考課程，並獲香港中文大學取錄修讀新聞及傳播學系（1984年至1988年）。
郭啟華畢業於香港中文大學新聞後，1988年加入商業電台，先後當DJ、助理節目總監及創作總監；曾主持的電台節目有收聽率冠軍《霎時衝動》，為九十年代DJ界代表人士。1995年交棒予DJ梁康妮主持《樂人谷》後，便離開商台。大學時，與黃耀明一同加入進念二十面體，曾參與多個舞台劇演出，及後更在非常林奕華的劇目教我如何愛四個不愛我的男人中擔任演員及監制的角色。另外，郭亦曾任叱咤903助理節目總監、新城電台節目總監、先後擔任華星唱片及東亞唱片高層。除此之外，亦於1999年與黃耀明、蔡德才，創立人山人海，至今已超過廿年。郭亦是本港著名經理人，曾為許志安及彭羚經理人。由2000年至今，一直擔任鄭秀文經理人，並為多張鄭秀文專輯及演唱會任監制一職。郭啟華亦曾以本名及筆名林嘉敏發表多首填詞作品，較知名作品有鄭秀文的《快樂不快樂》、《理智與感情》、《Water Of Love》及梅艷芳的《我們不哭了》。與魏如萱合寫何韻詩的《無名》更獲得中華音樂人交流協會， 2011年度十大單曲。

## 幕後製作列表

### 1994年
- 江希文 - 講不完的電話（詞）
- 郭富城 - 你是我的1/2（詞；與何秀萍合填）

### 1996年
- 梁漢文 - 可不可不可以（詞）
- 許志安 - 奇奇怪怪（曲；與C. Y. Kong合寫）
- 陳奕迅、海俊傑、何超儀、楊千嬅 - 我們不哭了（詞）

### 1997年
- 古巨基 - 最後一舞（詞）
- 胡諾言 - 173（詞）
- 許志安 - 我的天，我的歌（詞；與林夕合填）
- 許志安 - 心靈相通（監）
- 許志安 - 滑浪（詞）
- 趙學而 - 無色無相（詞）
- 譚耀文 - 東飛客機（詞）
- 譚耀文 - 擦著了（詞）

### 1998年
- 古巨基 - 愛與夢飛行（詞）（以筆名林家敏發表）
- 古巨基 - Be My Valentine（詞）（以筆名林家敏發表）
- 梁詠琪 - 幸福國（詞）（以筆名林家敏發表）
- 梁詠琪 - 小宇宙（詞）（以筆名林家敏發表）
- 梁詠琪 - 空氣污染指數（詞）
- 許志安 - 走得漂亮（詞）

### 1999年
- 古巨基 - 羅馬假期（詞）（以筆名林家敏發表）
- 鄭秀文 - 真命天子（詞）（以筆名林家敏發表）
- 鄭秀文 - 很愛很愛你（詞）（以筆名林家敏發表）
- 鄭秀文 - 甜（詞）（以筆名林家敏發表）
- 盧巧音 - 感官世界（詞）（以筆名林家敏發表）

### 2000年
- 古巨基 - 喜歡…喜歡…喜歡我（詞）（以筆名林家敏發表）
- 黃耀明 - 心頭好（曲、詞；與蔡德才合寫）
- 鄭秀文 - 快樂不快樂（曲、詞）

### 2001年
- 古巨基 - 殉情記（詞）（以筆名林家敏發表）

### 2002年
- at17 - 他和她的事情（詞）
- 普普樂團 - 一半半（詞）
- 蔡德才 - 美麗無常（詞）

### 2003年
- at17 - 三分鐘後（詞）

### 2006年
- Shine - 迷失決勝分（詞）（以筆名林家敏發表）
- 何韻詩 - 忘了你是你（詞）

### 2010年
- 何韻詩 - 無名（詞；與魏如萱合填）
- 東亞群星 - 在歲月飛揚（詞）
- 鄭秀文 - 愛（詞）
- 鄭秀文 - Water of Love（詞）
- 鄭秀文 - Water of Love（國）（詞）

### 2011年
- 何韻詩 - 青春祭（詞）
- 蔡卓妍 - 夏宇的愛情（詞）（以筆名林家敏發表）

### 2012年
- 何韻詩 - 青春祭（國）（詞）
- 泳　兒 - 清空（詞）（以筆名林家敏發表）
- 許志安 - 心照不宣（詞）

### 2017年
- 鄭秀文 - 理智與感情（詞；與陳耀森合填）

### 2019年
- 盧凱彤 - 光（詞）

### 2021年
- 鄭秀文 Feat. SHIMICA - 新造的人（詞；與朱琳、周耀輝合填）